# Widoro (Sidoharjo)
Widoro is een bestuurslaag in het regentschap Wonogiri van de provincie Midden-Java, Indonesië. Widoro telt 2754 inwoners (volkstelling 2010).